# Joseph Dionisio Larreategui
Joseph Dionisio Larreátegui (mort vers 1805) était un élève de Vicente Cervantes (1755-1829). Il a été le premier à avoir décrit de façon scientifique le Chiranthodendron pentadactylon. Sa description sera reprise par Aimé Bonpland (1773-1858).
Larreat. est l’abréviation botanique standard de Joseph Dionisio Larreategui.
Consulter la liste des abréviations d'auteur en botanique ou la liste des plantes assignées à cet auteur par l'IPNI, la liste des champignons assignés par MycoBank, la liste des algues assignées par l'AlgaeBase et la liste des fossiles assignés à cet auteur par l'IFPNI.